# Wałkno
Wałkno (niem. Falkenau) – osada w Polsce, położona w województwie zachodniopomorskim, w powiecie goleniowskim, w gminie Maszewo. Miejscowość wchodzi w skład sołectwa Nastazin.
W latach 1975–1998 miejscowość położona była w województwie szczecińskim.